# کامپایلر تندرآ
کامپایلر تن‌دی‌آر‌آ یک کامپایلر برای زبان ++C/C برای سیستم عامل پازیکس تحت پروانه‌های بی‌اس‌دی است.
ابتدا توسط آژانس ارزیابی و تحقیقات دفاعی در بریتانیا توسعه داده شده بود. سپس در آغاز سال ۲۰۰۲، TenDRA دوباره توسط شخصی به نام یرون یاخروک فوندر ورفه توسعه یافت و به عنوان یک پروژه با منبع عمومی BSD-licensed از طریق وب سایت tendra.org در دسترس قرار گرفت. در تابستان سال ۲۰۰۲ تلاش وی باعث شکل‌گیری یک گروه کوچک شد.
در آگوست 2003 TenDRA به دو پروژه TenDRA.org و Ten15.org تقسیم شد. با چیزی از هر دو پروژه در حدودسال‌های ۲۰۰۶–۲۰۰۷ در وب دیده نمی‌شد، اما تا به امروز هر دو فعال هستند.
اکنون سایت The TenDRA Project در دسترس است و همچنین کد آن در GitHub موجود است.
اهداف TenDRA.org شامل:
- تولید کردن کدهای صحیح به‌طور متناوب،
- با ابزارهای مختلف اطمینان حاصل کردن از درستی کد
- بهبود متناوب عملکرد کامپایلر و کدهای حاصل شده، تا زمانی که نکات بالا را به خطر نیندازد.

اهداف اضافه شدهٔ Ten15.org شامل:
- که رقیبی دوستانه برای GCC باشید تا بهترین گونه کامپایلر را بیابید.

ویژگی‌های مشترکی بین دو  کامپایلر وجود دارد از جمله گزارش خطای کاربردی با توجه به مطابقت با استانداردها ی کد و کدی کوچکتر از لحاظ اندازه نسبت به برنامه‌های مشابه کامپایل شده در gcc. پشتیبانی C++ هیچ وقت به اندازه پشتیبانی C توسعه پیدا نکرد است و هیچ نسخه ای که بتواند STL را پشتیبانی کند وجود نداشت. TenDRA از فرمت توزیع خنثی معماری (ANDF)، خصوصیتی که توسط Open Group ایجاد شده بود را به عنوان زبان میانی خود استفاده می‌کند.
در زمانی، بیشترین هسته Alpha OSF/1 را می‌شد با TenDRA C ساخت و پس از آن نیز تلاش‌های مشابهی برای انتقال دادن هسته FreeBSD انجام شد.

## مستندات
TenDRA.org دارای مجموعه ای جامع است که به صورت آنلاین در  http://www.tendra.org/docs موجود می‌باشد.
صفحات راهنما برای ارجاع دادن برنامه‌ها و فرمت‌های فایل در http://www.tendra.org/man  موجود است.